# Ceraeochrysa smithi
Ceraeochrysa smithi is een insect uit de familie van de gaasvliegen (Chrysopidae), die tot de orde netvleugeligen (Neuroptera) behoort. 
Ceraeochrysa smithi is voor het eerst wetenschappelijk beschreven door Navás in 1914.